# Гиперсолёное озеро

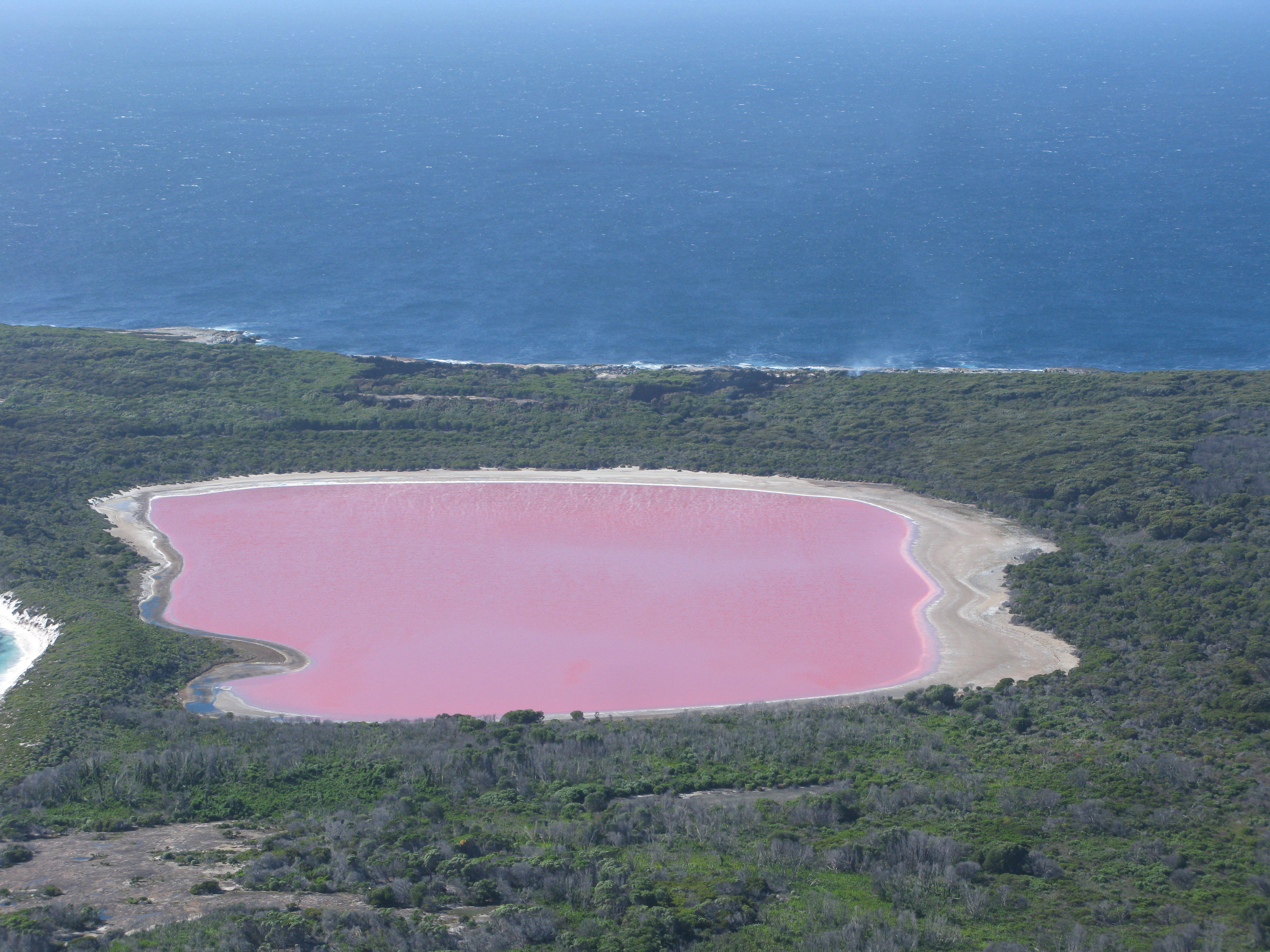
Гиперсоленое озеро Хиллиер в Австралии

Гиперсолёное озеро — водоём, содержание солей в котором превышает солёность морской воды 35 ‰ или 35 гр/л. Основным ингредиентом солей в воде, как правило, является хлорид натрия. Наиболее часто гиперсолёные озёра встречаются в засушливых или полузасушливых регионах на всех континентах, включая Антарктиду. Помимо обычного механизма увеличения солёности воды в результате её испарения в озере, встречается также механизм увеличения минерализации при замерзании воды, что уменьшает температуру льдообразования и, таким образом, препятствует промерзанию и исчезновению водоёма. Например, под ледяной шапкой острова Девон в Канадской арктике расположены два подледниковых гиперсолёных озера.
Самым солёным водоёмом в мире является пруд Гаэтале в Данакильской впадине региона Афар Эфиопии, вода в котором имеет солёность 430 ‰. Мертвое море, разделяющее Израиль и Иорданию, является самым глубоким и самым известным гиперсолёным озером в мире.
Определённые виды микробов могут процветать в средах с высокой солёностью, которые неблагоприятны для большинства форм жизни, включая те виды, которые, как считается, способствуют цвету розовых озёр. Некоторые из этих видов переходят в спящее состояние при высыхании, а некоторые виды, как считается, выживают более 250 миллионов лет.